# BBC Studioworks Limited
BBC Studioworks Limited (ранее BBC Studios, Post Production Ltd и BBC Resources) — это коммерческая дочерняя компания BBC (рус. Би-би-си), предоставляющей телевизионные студии, пост-продакшн и сопутствующие к нему услуги.

## История
Основана в 1998 году как подразделение BBC Resources. В первый год операционная прибыль составила около 1,3 млн. фунтов. Материнская компания BBC пригласила Ernst & Young в качестве внешнего консультанта для дочерней компании.
В апреле 2009 года компания объявила о слиянии бизнесов BBC Studios и Post Production Ltd, изменив название единой дочерней компании на «BBC Studios and Post Production».

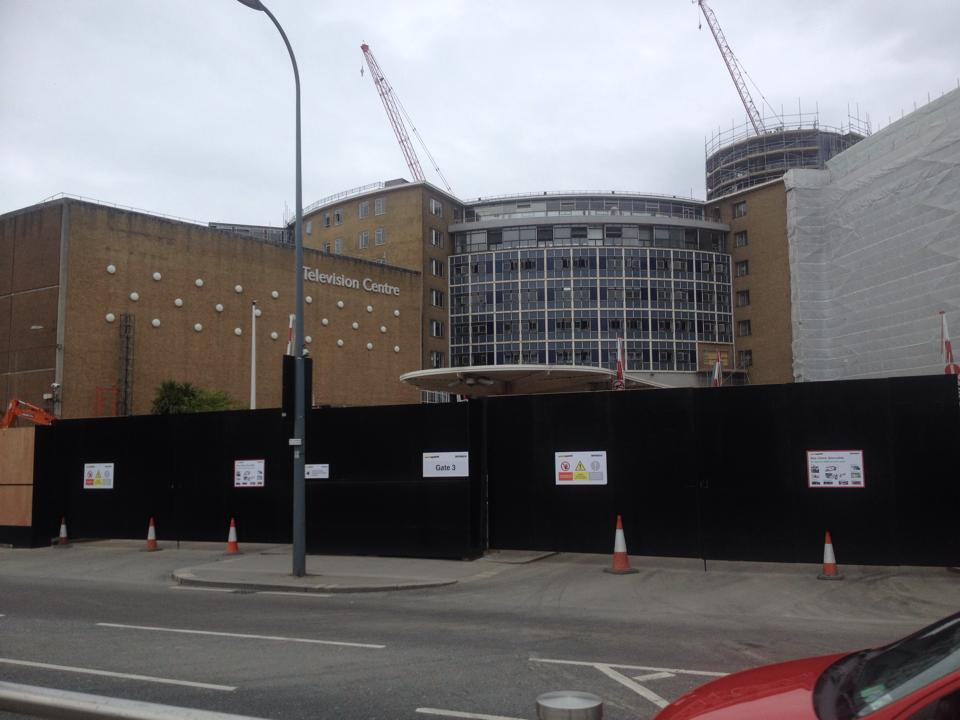
Телецентр BBC Studioworks на ремонте (2015 год)

25 ноября 2019 года BBC Studioworks подтвердила, что они заключат партнерство с Elstree Studios как минимум до марта 2024 года.